# Simone Braglia
Simone Braglia (Ponte Chiasso, 22 luglio 1962) è un dirigente sportivo, allenatore di calcio ed ex calciatore italiano, di ruolo portiere.

## Carriera

### Giocatore

Braglia al Perugia nella stagione 1994-1995

Cresciuto nel Como, gioca le sue prime partite da professionista con il Legnano nella stagione che segna la vittoria del campionato di Serie C2. Torna quindi alla società lariana dove scende in campo in tre occasioni contribuendo così alla promozione in Serie A.
Le due stagioni successive le passa in prestito prima al Pavia in Serie C1 e alla Sambenedettese in Serie B: in entrambi i casi è titolare. Torna al Como dove non disputa alcun incontro nella stagione.
Nel 1987 passa al Lecce in Serie B dove centra la promozione; la stagione successiva difende i pali del Monza neo-promosso in Serie B, contribuendo alla sua salvezza. Nel 1989 approda al Genoa dove rimane per tre stagioni in Serie A, suggellate dal quarto posto conquistato nel 1991. Nel 1991-1992 partecipa quindi alla Coppa UEFA, approdando alle semifinali.
Nel 1992-1993 scende di parecchie categorie passando al Perugia, dove è protagonista in quattro stagioni della doppia promozione in massima serie degli umbri: ciò non gli vale la possibilità di ricalcare i campi di Serie A poiché viene ceduto alla Lucchese in Serie B.
Nel 1997 sigla un contratto con il Milan, disputando solo amichevoli. Chiude la carriera prima tra i professionisti tornando nel Como da dove era partito, e poi definitivamente dopo un biennio coi dilettanti della Guanzatese.
Dopo un periodo di allontanamento dal calcio giocato, nel 2005 Braglia si è riavvicinato difendendo i colori del Vergosa, società iscritta al campionato a 11 del CSI di Como.

### Dirigente
Nel 2012 è stato direttore generale del Savona per sei mesi.

## Palmarès
- Campionato italiano Serie C2: 1

Legnano: 1982-1983 (girone B)
- Campionato italiano Serie C1: 1

Perugia: 1993-1994 (girone B)